# Cyclichthys hardenbergi
Cyclichthys hardenbergi és una espècie de peix de la família dels diodòntids i de l'ordre dels tetraodontiformes.

## Morfologia
- Els mascles poden assolir 25 cm de longitud total.[5][6]

## Alimentació
Menja invertebrats de closca dura.

## Hàbitat
És un peix marí, de clima tropical i demersal que viu fins als 100 m de fondària.

## Distribució geogràfica
Es troba al sud de Nova Guinea i a l'Austràlia de clima tropical a l'est de la península del Cap York.